# 林锵云
林锵云（1894年—1970年），又名林锟池、林昌文，男，广东新会人，中华人民共和国政治人物、中国人民解放军军事将领。

## 生平
1914年，林锵云参加孙中山的中华革命党。1925年，参加省港大罢工，随后参与广州暴动，1926年加入中国共产党，历任中共九龙地委书记，全国海员总工会、全国总工会香港特派员等职位。1933年被捕，随后出狱，在顺德等地组织游击队。1940年，率部编入华南游击队，为广州市区游击队第2支队支队司令员，并击退日军卜路围攻，此后历任广东人民抗日游击队珠江纵队司令员。第二次国共内战期间，率部进入山东，任两广纵队副政委。
中华人民共和国成立后，历任广东省总工会主席、广东省人民委员会副省长等职位，文化大革命期间受迫害致死。